# 奈良県道208号山陵石川線
奈良県道208号山陵石川線（ならけんどう208ごう みささぎいしかわせん）は、奈良県橿原市を通る一般県道である。

## 概要
橿原市菖蒲町2丁目から橿原市石川町に至る。
起点は菖蒲町の住宅地内にあり、特に目印となる目標物もなく、非常に分かりづらい。石川池畔を北上した後、丈六交差点に至る。

### 路線データ
- 起点：橿原市菖蒲町2丁目
- 終点：橿原市石川町（丈六交差点、国道169号交点、奈良県道124号橿原神宮東口停車場飛鳥線上）

## 路線状況

### 重複区間
- 奈良県道124号橿原神宮東口停車場飛鳥線（橿原市石川町 - 橿原市石川町・丈六交差点（終点））

## 地理

### 通過する自治体
- 奈良県
  - 橿原市

### 交差する道路
| 交差する道路                                                 | 交差する場所 | 交差する場所      |
| ------------------------------------------------------------ | ------------ | ----------------- |
| 奈良県道124号橿原神宮東口停車場飛鳥線 重複区間起点           | 石川町       |                   |
| 国道169号 奈良県道124号橿原神宮東口停車場飛鳥線 重複区間終点 | 石川町       | 丈六交差点 / 終点 |

### 沿線
- 橿原市立畝傍東小学校
- 近鉄橿原線・近鉄南大阪線・近鉄吉野線 橿原神宮前駅